# Das jüngste Gericht (1916)
Das jüngste Gericht (OT: Verdens undergang) ist ein dänischer Stummfilm aus dem Jahre 1916 von August Blom, einer der frühesten Katastrophen- und Science-Fiction-Filme der Kinogeschichte.

## Handlung
Der Film beginnt damit, dass eines Tages ein Wanderpriester in ein kleines Minenstädtchen kommt. Dort herrscht der Minenbesitzer Frank Stoll und gibt den Leuten Lohn und Brot. Sein Verwalter West hat zwei Töchter, die blonde Edith und die brünette Dina. Letztere ist mit dem Minenarbeiter Flint verlobt, während Edith eine Jugendfreundschaft mit dem Seemann Reymers pflegt. Dina, die von einem Leben in Reichtum träumt, ist von Stolls Avancen sehr angetan. Er überredet sie, heimlich mit ihm fortzufahren. Als beide eines Tages das trostlose Minenkaff verlassen wollen, kann sie der Dina heimlich nachschleichende Flint, der im letzten Moment den „Raub“ seiner Verlobten durch Stoll zu verhindern sucht, nicht mehr davon abhalten. Das Paar entkommt in einem Einspänner, ein wütend fluchender Flint bleibt zurück.
Jahre später ist Stoll durch Spekulationen an der Börse zu beträchtlichem Wohlstand gekommen. Seine Ehe mit Edith ist glücklich. Zeitgleich beobachtet der Astronom Prof. Wisemann, ein Vetter Stolls, das Weltall. Dabei entdeckt er mit seinem Teleskop einen neuen Kometen. Seinen Berechnungen zufolge könnte dieser Himmelskörper in die Atmosphäre der Erde eintreten und so für den blauen Planeten zur existenziellen Gefahr werden. Wisemann entschließt sich, diese Erkenntnisse mit dem Präsidenten der astronomischen Gesellschaft zu teilen. Bald sorgen Schlagzeilen, die einen Weltuntergang heraufbeschwören, für große Unruhe. Die Aktienkurse stürzen ins Bodenlose. Stoll aber wittert den großen Profit und kauft alles an Aktien, was er kaufen kann. Dann kündigt er an, dringender Geschäfte wegen, erneut in die Minenstadt, der alten Heimat seiner Frau, zu reisen. Er möchte, dass seine Frau Dina ihn begleitet. Sie ist nicht sonderlich glücklich darüber, die alte Heimat wieder zu sehen, verspricht ihrem Mann aber, mitzukommen.
Auch in den kleinen Ort ist die Kunde von der Gefahr aus dem Weltall gedrungen, doch hält sich die Aufregung anfänglich in Grenzen. Währenddessen hat sich Stoll vor dem Tagungssaal der astronomischen Gesellschaft postiert, um seinen Cousin abzufangen. Der solle ihn über die neuesten Erkenntnisse auf dem Laufenden halten, damit er seine Geschäfte danach ausrichten kann. Als ihm sein Cousin mitteilt, dass der Komet tatsächlich in die Erdatmosphäre eindringen wird, überredet er seinen Freund, den Chefredakteur einer großen Tageszeitung, genau das Gegenteil davon zu veröffentlichen. Schließlich solle nichts seine Geschäfte gefährden. Die Menschen sind beruhigt, und die Aktienkurse schießen wieder in die Höhe. Stoll kann all seine günstig erworbenen Papiere mit einem ordentlichen Profit wieder verkaufen. Dann reisen Frank und Dina Stoll endlich zurück in die Minenstadt, während Ediths Jugendfreund Reymers wieder auf einem Schiff anheuert.
Im Minenort ruft Flint, Dinas Ex, zur Rebellion gegen Stoll auf, weil dieser, so meint er, ihm sein Mädchen geraubt habe. Das Empfangskomitee für die Heimkehrenden ist entsprechend. Flints Männer machen bereits am vorfahrenden Stoll-Auto Rabatz und Dinas Vater eilt heraus, um seine eigene Tochter zu verfluchen. Vor Aufregung erleidet er einen Schwächeanfall. Stoll erkundet daraufhin einerseits seine eigene Stollenanlage, um für sich und seine Frau ein sicheres Plätzchen im Falle eines Kometeneinschlags zu finden. Andererseits macht er sich über die Hysterie lustig, indem er für den Tag des vermuteten, jüngsten Gerichts, den 20. September, eine große Weltuntergangsparty anberaumt. Während Stolls Sause steigt, zischen die ersten, glühenden Gesteinsbrocken auf die Erde hernieder. Blitze und Aschestaub fällt auf den Ort. Flint und seine Mitbewohner planen daraufhin, sich das von den Reichen zurückzuholen, von dem sie meinen, dass man es ihnen gestohlen habe. Mit Bergmannsäxten und Gewehren bewaffnet, stürmen sie die Stoll-Villa. Die Situation droht außer Kontrolle zu geraten.
Die Party wird inmitten einer Tanzdarbietung unterbrochen, als die aufgebrachten Bergleute die Tür zum Festsaal mit den Gewehrkolben einschlagen. Dann kommt es zu einer wüsten Schießerei. Stoll und seine angeschossene Frau fliehen durch einen Geheimgang in den Minenschacht, gefolgt von Flint. Währenddessen gehen die Wohnhäuser der Minenarbeiter, aber auch Wisemanns Observatorium im Flammen- und Gesteinsregen unter. Überall ist Rauch und Feuer, es herrscht blanke Panik. Dina stirbt im Minenschacht in Stolls Armen. Auch Flint stirbt durch das in den Schacht einströmende Gas einen qualvollen Tod. Dann stirbt auch Stoll. Der Meeresspiegel steigt, riesige Wellen rasen über den Ozean. Reymers und seine Leute erleiden Schiffbruch; er kann sich aber in ein Beiboot retten. Die Wasserfluten überschwemmen auch das küstennahe Minenstädtchen und fluten die Häuser. Edith kann sich auf das Dach ihres Hauses retten, von wo sie der Wanderprediger mit seinem Ruderboot aufsammelt. In einer Höhle finden beide erst einmal Unterschlupf. Dann geht Edith auf die Suche nach Überlebenden. Sie findet eine nur leicht beschädigte Küstenkirche und läutet deren Glocke. Der gestrandete Reymers hört diese und geht auf sie zu. Beide fallen sich in die Arme und anschließend betend auf die Knie, den Blick gen Himmel gerichtet.

## Produktionsnotizen
Das jüngste Gericht wurde 1915 gedreht und am 28. März 1916 in Kopenhagen uraufgeführt. Die deutsche Erstaufführung des Films fand vermutlich noch während des Ersten Weltkriegs oder unmittelbar danach statt.
Der Film entstand unter dem Eindruck zweier Weltereignisse, eines nur wenige Jahre zurückliegenden – der Halleysche Komet, der 1910 in Sichtweite der Erde vorbeizog – und eines aktuellen: der Erste Weltkrieg, dessen Wüten und Zerstörungen auch im neutral gebliebenen Dänemark starken Eindruck hinterließen.
Für Hauptdarsteller Olaf Fønss war dies der letzte Film für die Nordisk, die er im Oktober 1915 verließ. „Fønss hatte zusammen mit anderen Schauspielern, darunter Valdemar Psilander, einen regelrechten Aufruhr gegen Ole Olsens Verwaltungschef Alfred Staehr angezettelt.“ Er folgte wenige Monate darauf einem Angebot aus Deutschland und spielte dort erneut in einem wegweisenden Science-Fiction-Film, Homunculus.
Axel Bruun entwarf die Filmbauten.
Der Film mit einer Länge von 1650 Metern wurde 2005 vom dänischen Filminstitut restauriert und im darauffolgenden Jahr mit 17 Bildern pro Sekunde und einer Spieldauer von 77 Minuten zusammen mit dem Film Das Himmelsschiff mit dänischen und englischen Zwischentiteln auf einer DVD veröffentlicht.

## Kritik
„Schwarzer Traum und weiße Sklavin“ nannte den Film kurz „visionär“.